# 阿佳舍沃
阿佳舍沃（羅馬化：Atyashevo）是俄罗斯莫尔多瓦共和国的工人村（市级镇）、阿佳舍沃区行政中心，地处莫尔多瓦共和国东部，在共和国首府萨兰斯克东北方。镇内设有同名铁路车站。
该地2021年人口有5,977人；2010年人口6,246；2002年人口6,073；1989年人口6,298。